# Rio Pequeno (Camboriú)
O Rio Pequeno é uma das regiões mais conhecidas de Camboriú, caracterizando-se por sua diversidade cultural, desenvolvimento econômico e localização estratégica. Situado próximo ao Pico da Pedra, o bairro combina áreas residenciais, comerciais e espaços de lazer, tornando-se um local de destaque na cidade.

## História
O nome do bairro remonta ao 24 de abril de 1987, em referência ao rio que corta a região, caracterizado por suas dimensões menores em comparação a outros cursos d'água da região. Inicialmente, a área era ocupada por índios caingangues, evoluindo ao longo do tempo para se tornar um centro urbano próspero.

## Infraestrutura e Economia
O Bairro Rio Pequeno conta com uma infraestrutura bem desenvolvida, incluindo escolas, unidades de saúde, etc. Além disso, é um ponto de destaque econômico devido à presença da Green Valley, considerada segundo melhor clube do mundo pela revista DJ Mag.

## Cultura e Lazer
Com uma comunidade diversificada, o bairro oferece atividades culturais e eventos locais que promovem a interação entre seus moradores. Também conta com espaços verdes e áreas de lazer, como parques e praças, sendo uma ótima opção para momentos de descanso e convivência familiar.